# Valoria la Buena
Valoria la Buena est une commune de la province de Valladolid dans la communauté autonome de Castille-et-León en Espagne.

## Sites et patrimoine
Les édifices notables de la commune sont :
- Église Saint-Pierre (es) (Iglesia de San Pedro Apóstol).
- Chapelle del Santo Cristo de la Esperanza.
- Musée de la cruche (es) (Museo del Cántaro).

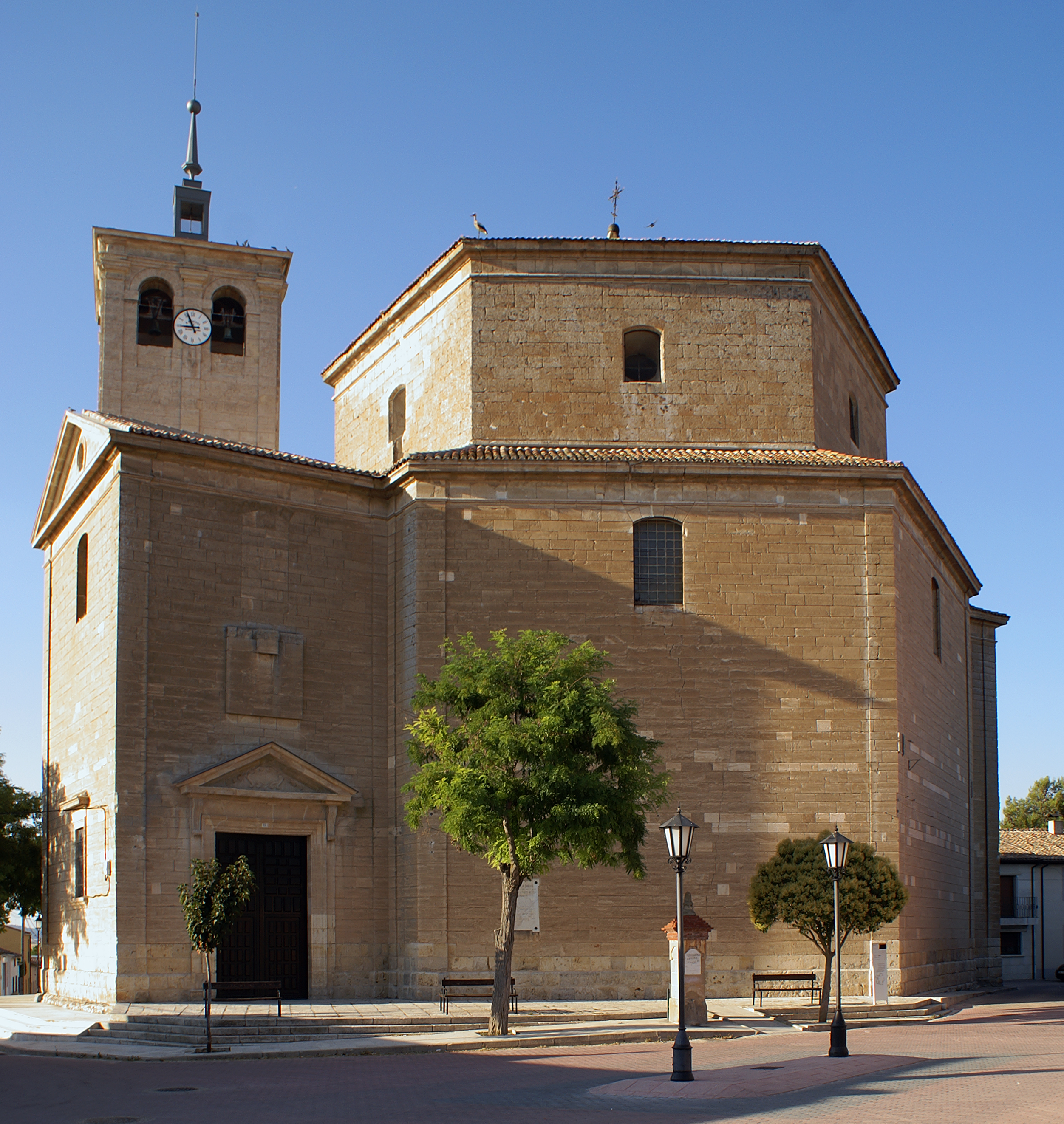
Église Saint-Pierre.
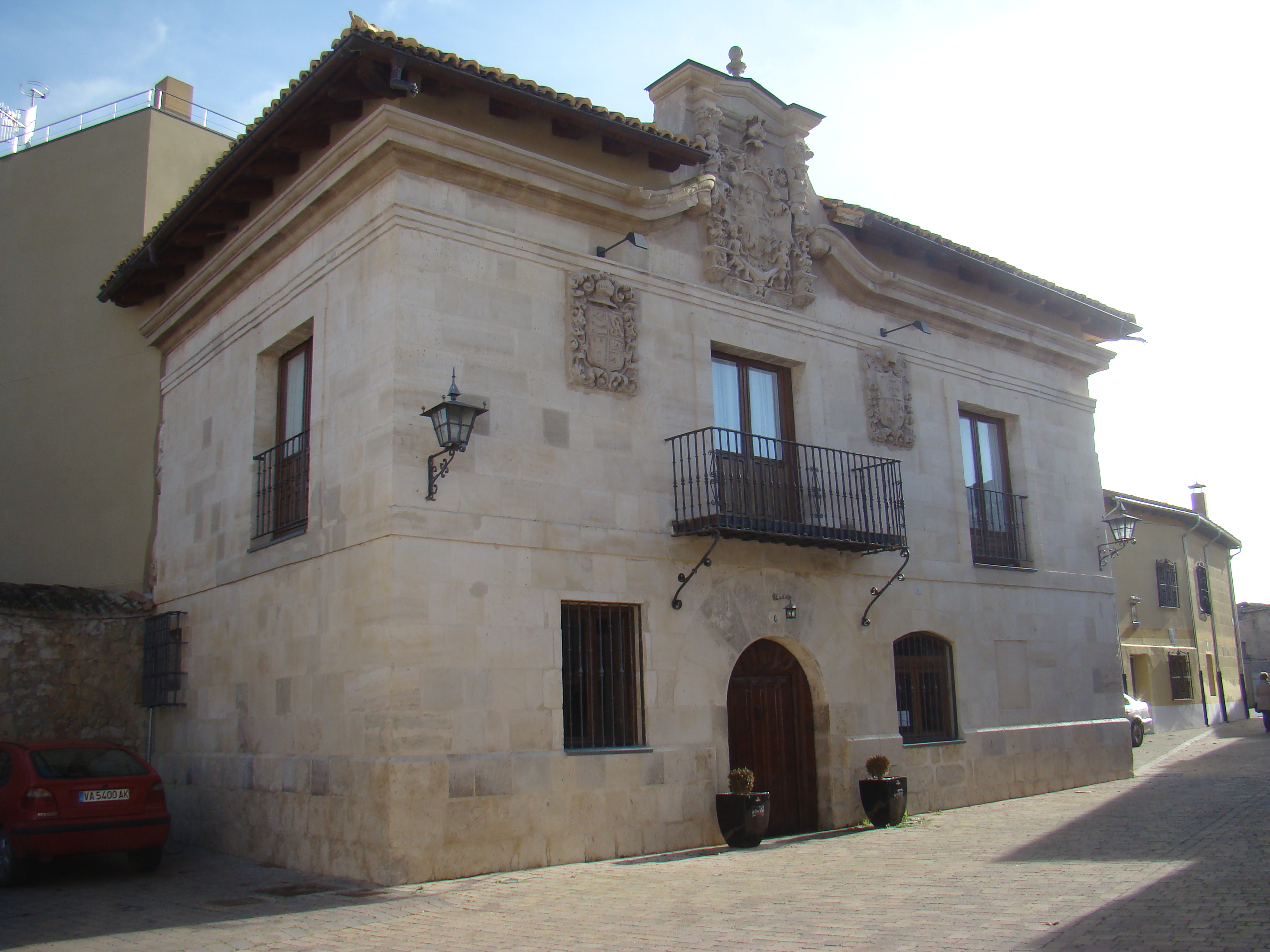
Palacio Vizcondes.
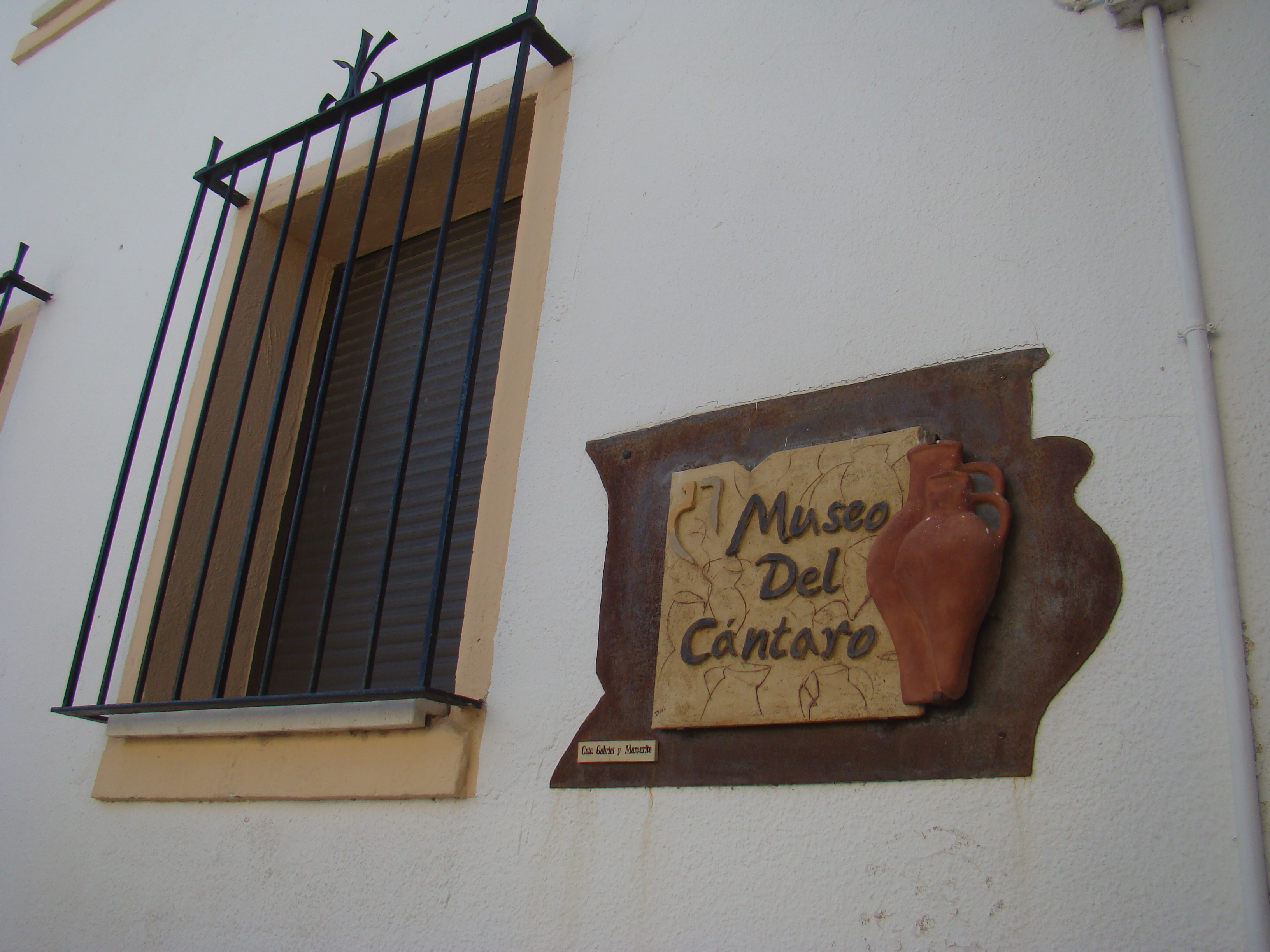
Musée de la cruche.
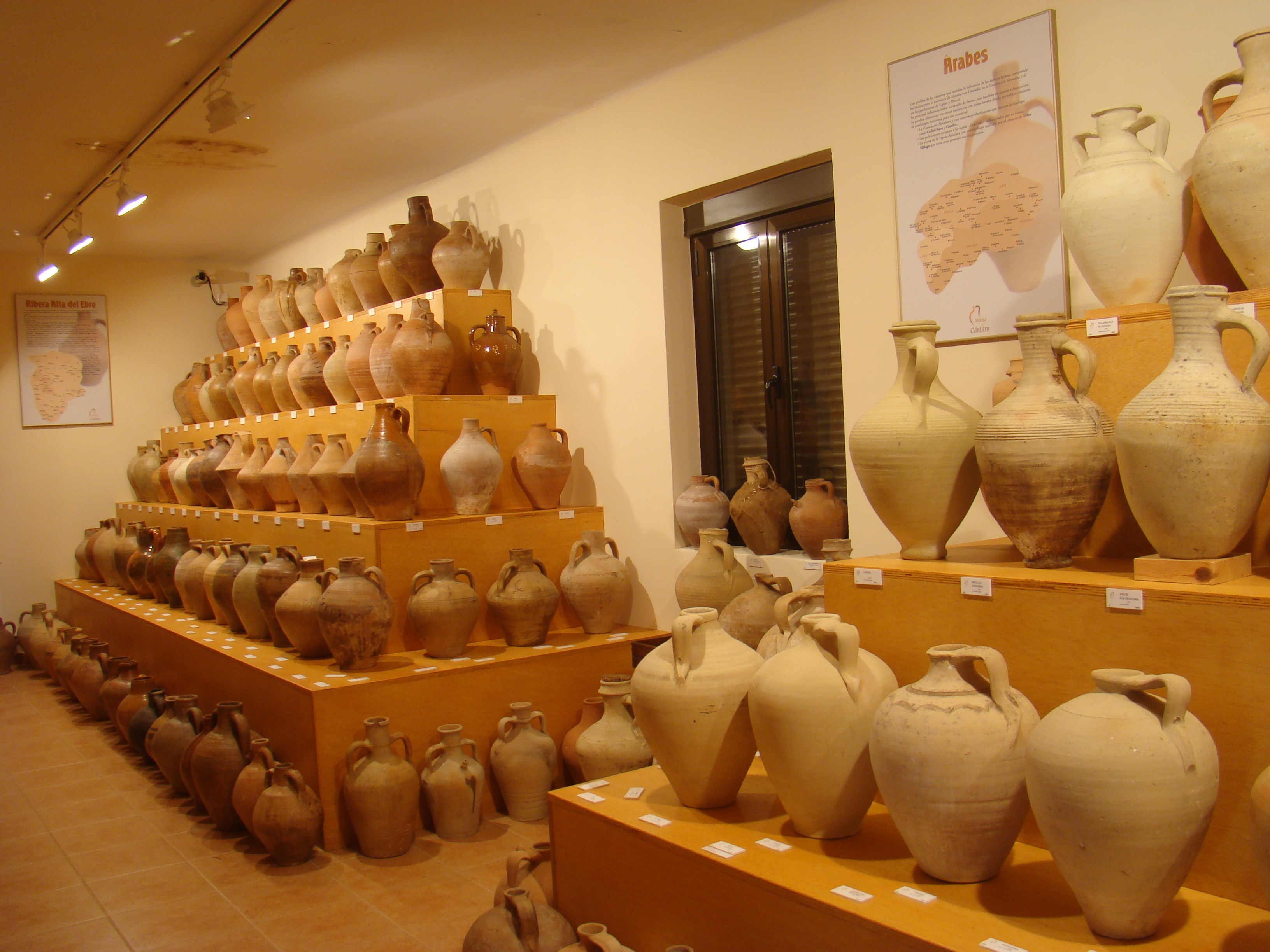
Musée de la cruche.